# Urceocharis edentata
Urceocharis edentata är en amaryllisväxtart som beskrevs av Charles Henry Wright. Urceocharis edentata ingår i släktet Urceocharis och familjen amaryllisväxter. Inga underarter finns listade i Catalogue of Life.